# Xenacanthus
Il genere di squali preistorici Xenacanthus è estinto. Appartiene alla famiglia Xenacanthidae ed all'ordine Xenacanthida. Sembra che siano vissuti nel periodo compreso tra l'inizio del Carbonifero e la Permiano. Queste specie di acqua dolce avevano una lunga spina sulla parte posteriore della testa. I resti fossilizzati che ci sono pervenuti consistono soprattutto di denti e delle succitate spine.

## Aspetto
Lo Xenacanthus aveva una serie di caratteristiche che lo distinguevano dagli squali moderni. La pinna dorsale era a forma di fiocco, copriva tutta la schiena e si intrecciava attorno alla coda, dove si univa alla pinna anale. Questa morfologia è tipica dell'attuale anguilla, e probabilmente le nuotate di questi due pesci si assomigliavano. Si distingueva per una lunga spina che si dipartiva dal retro della testa, e che dà il nome al genere.

## Alimentazione
I denti avevano una strana forma a V, quindi con tutta probabilità gli Xenacanthus si nutrivano di crostacei e pesci preistorici dotati di scaglie molto robuste.

## Tassonomia
Si ritiene che al genere Xenacanthus appartengano le seguenti specie
- Xenacanthus decheni
- Xenacanthus denticulatus
- Xenacanthus humbergensis
- Xenacanthus laevissimus
- Xenacanthus meisenheimensis
- Xenacanthus oelbergensis
- Xenacanthus parallelus
- Xenacanthus ragonhai
- Xenacanthus remigiusbergensis
- Xenacanthus slaughteri
- Xenacanthus tenuis